# Profidia
Profidia nitida
Genre
Espèce
Profidia est un genre fossile d’insectes de la famille des Chrysomèles. Une seule espèce, Profidia nitida, est connue. 

## Classification
Le genre Profidia et l'espèce Profidia nitida sont décrits par l’entomologiste américain Judson Linsley Gressitt (d), qui a étudié un spécimen (UCMP 12630) des collections du musée de paléontologie de l’université de Californie à Berkeley,,. 

### Fossiles
Ce spécimen a été trouvé dans de l’ambre près de Simojovel, dans l’État du Chiapas, au Mexique.

### Citation
Ce genre et cette espèce ont été cités dans la sous-famille des Eumolpinae en 1996 par Santiago-Blay (d), Poinar et Patrick R. Craig.

### Étymologie
L'épithète spécifique nitida signifie en latin « clair ».

### Publication originale
- [1963] (en) Judson Linsley Gressitt (d), « A fossil chrysomelid beetle from the amber of Chiapas, Mexico », Journal of Paleontology, vol. 37, no 1,‎ 1963, p. 108–109 (JSTOR 1301407).